# Малкін Іоель Гільєвич
Йоель Гільєвич Малкін (11 [24] листопада 1907, Ніжин, Чернігівська губернія, Російська імперія — 14 червня 1958, Свердловськ, РРФСР, СРСР) — радянський математик і механік єврейського походження.

## Біографія
Народився 1907 року в місті Ніжин у сім'ї службовця.
У 1927 р. закінчив фізико-математичний факультет Казанського університету, продовжив навчання в аспірантурі за спеціальністю «механіка». У ці роки Й. Малкін серйозно зацікавився науковими працями Олександра Ляпунова.
У 1930—1938 роках викладав у Вітебському педагогічному та Казанському авіаційному інститутах. Доктор фізико-математичних наук (1937), професор (1937).
1938 року переїжджає для роботи до Свердловська і очолює кафедру теоретичної механіки Уральського університету, якою керував до кінця свого життя. Встановив тісні контакти зі спорідненими кафедрами Московського державного університету та Ленінграндського державного університету, переклав на російську мову фундаментальний курс Поля Аппеля з теоретичної механіки (П.Аппель. Теоретическая механика, т. 1-2. — М., 1960). За сумісництвом — завідувач кафедри теоретичної механіки Уральського індустріального інституту (1938—1941).
Помер 14 червня 1958 року, похований на Іванівському цвинтарі Єкатеринбурга.

## Наукова діяльність
Й. Малкін отримав наукові результати, що вносять значний внесок у розвиток другого методу Ляпунова у теорії стійкості. Підсумком вивчення складних питань теорії критичних випадків сталості стала монографія «Теорія сталості руху». Свої наукові дослідження Й. Малкін органічно пов'язував із технічними додатками. Цим пояснюється інтерес до теорії нелінійних коливань, час звернення до якої збіглося з початком впровадження результатів цієї теорії в практику. Дослідження Й. Малкіна, до яких він активно залучав молодь, були присвячені розвитку методу Ляпунова-Пуанкаре.

### Основні праці
- Метод Ляпунова та Пуанкаре в теорії нелінійних коливань. — М., 1949.
- Теорія стійкості руху. — М.; Л., 1952.
- Деякі завдання теорії нелінійних коливань. — М., 1956.